# Wielerweek van Lombardije
De Wielerweek van Lombardije (Italiaans: Settimana Ciclistica Lombarda) is een voormalige wielerwedstrijd die tussen 1970 en 2013 jaarlijks in Lombardije, Italië werd verreden.
De koers werd opgericht onder de naam Wielerronde van Bergamo (Giro Ciclistico Bergamasco). Tussen 1971 en 1998 heette hij Wielerweek van Bergamo (Settimana Ciclistica Bergamasca), waarna de naam Wielerweek van Lombardije werd aangenomen.
De Rus Pavel Tonkov won deze wedstrijd drie keer en is daarmee recordhouder. Andere bekende winnaars zijn Lance Armstrong, Sergej Gontchar en Riccardo Riccò. Uit de Lage Landen wist alleen de Nederlander Robert Gesink de wedstrijd te winnen.

## Meervoudige winnaars
| Overwinningen | Renner           | Land     | Jaren            |
| ------------- | ---------------- | -------- | ---------------- |
| 3             | Pavel Tonkov     | Rusland  | 1992, 1996, 1998 |
| 2             | Serhij Hontsjar  | Oekraïne | 2000, 2001       |
| 2             | Michele Scarponi | Italië   | 2004, 2010       |

## Overwinningen per land
| Overwinningen | Land                                                                          |
| ------------- | ----------------------------------------------------------------------------- |
| 17            | Italië                                                                        |
| 5             | Sovjet-Unie                                                                   |
| 4             | Polen, Rusland                                                                |
| 3             | Tsjechië                                                                      |
| 2             | Oekraïne                                                                      |
| 1             | Duitsland, Frankrijk, Litouwen, Mexico, Nederland, Slovenië, Verenigde Staten |